# Lucinoma spelaeum
Lucinoma spelaeum is een tweekleppigensoort uit de familie van de Lucinidae. De wetenschappelijke naam van de soort is voor het eerst geldig gepubliceerd in 2001 door Palazzi & Villari.